# Maximilian von Montgelas (General)

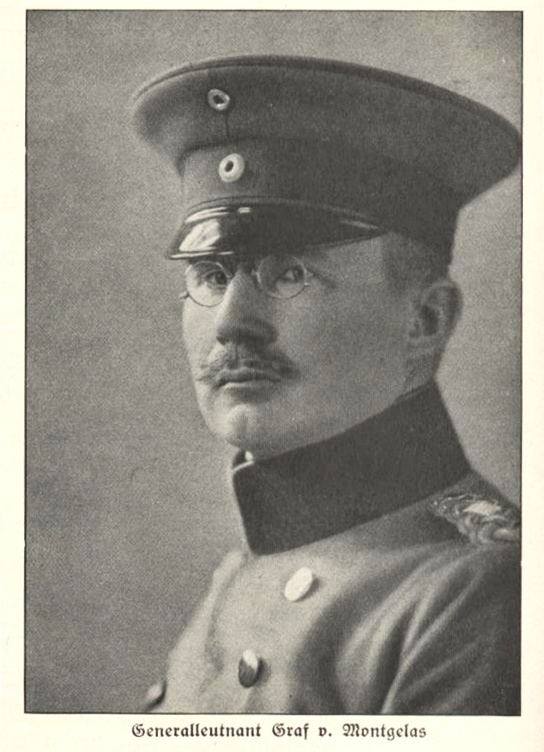
Maximilian Graf von Montgelas

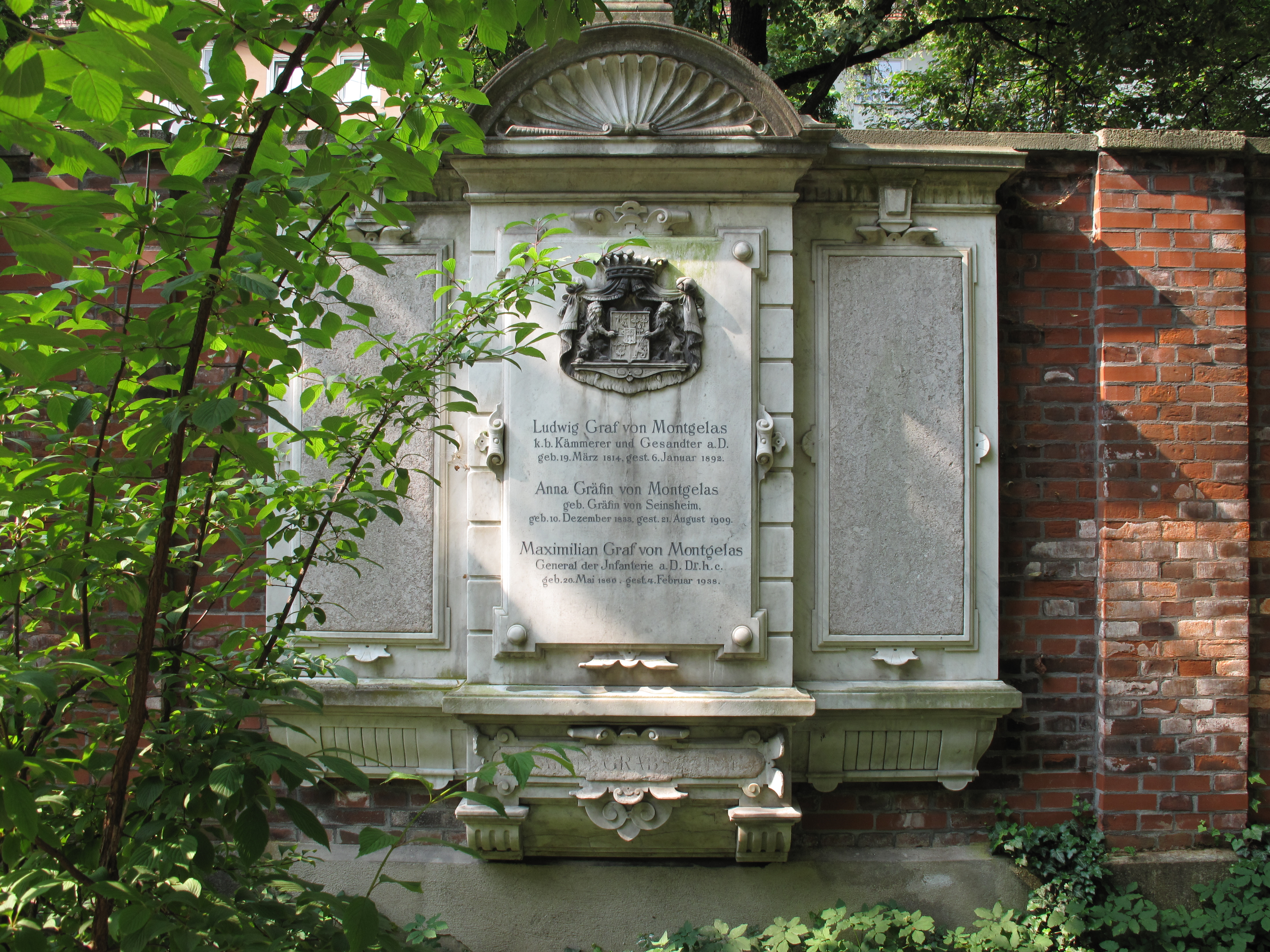
Maximilian von Montgelas’ Grab auf dem Alten Nordfriedhof in München (Maxvorstadt)

Maximilian Maria Karl Desiderius Graf von Montgelas (ausgesprochen mõʒəˈla) (* 23. Mai 1860 in Sankt Petersburg; † 4. Februar 1938 in München) war ein bayerischer General der Infanterie sowie deutscher Politiker und Historiker aus der Familie Montgelas.

## Leben

### Familie
Montgelas war ein Sohn des bayerischen Gesandten Ludwig von Montgelas (1814–1892) und dessen Ehefrau Anna, geborene Gräfin von Seinsheim (1833–1909). Sein Großvater war der bayerische Minister und Begründer des modernen Bayern, Maximilian von Montgelas. Am 3. Juli 1897 heiratete er in München Pauline Gräfin von Wimpffen (1874–1961). Die Ehe blieb kinderlos.

### Militärkarriere
Nach dem Besuch der Pagerie und seinem Abitur 1878 am Wilhelmsgymnasium München trat Montgelas 1879 als Fähnrich in das Infanterie-Leib-Regiment der Bayerischen Armee ein. Im Jahr darauf wurde er zum Sekondeleutnant befördert. 1887 wurde er persönlicher Adjutant des Prinzen Rupprecht von Bayern. Von 1888 bis 1891 absolvierte Montgelas die Bayerische Kriegsakademie, die ihm die Qualifikation für den Generalstab, die Höhere Adjutantur und das Lehrfach aussprach.
1900 nahm Montgelas als Major und Kommandeur des II. Bataillons des 4. Ostasiatischen Infanterie-Regiments an der Niederschlagung des Boxeraufstandes in China teil. Anschließend bekleidete er drei Jahre lang das Amt des deutschen Militärattachés in Peking. Nach seiner Rückkehr nach Bayern wurde Montgelas als Oberstleutnant in der Zentralstelle des Generalstabs eingesetzt und 1905 zum Chef des Generalstabes des III. Armee-Korps in Nürnberg ernannt. 1906 wechselte er wieder in den Truppendienst und kommandierte als Oberst bis 1908 das Infanterie-Leib-Regiment. Anschließend wurde er Generalmajor und Kommandeur der 7. Infanterie-Brigade in Würzburg. Von 1910 bis 1912 gehörte Montgelas dem preußischen Großen Generalstab in Berlin als Oberquartiermeister an. Danach kommandierte er bis 1915 die 4. Division. Mit dem Generalstab stand er weiterhin als Berater Helmuth von Moltkes in Verbindung.
Aufgrund seiner Kritik am deutschen Bruch der belgischen Neutralität und der deutschen Kriegsführung in der Anfangsphase des Ersten Weltkriegs im August 1914 wurde Montgelas am 8. April 1915 unter Verleihung des  Militärverdienstordens I. Klasse mit Schwertern mit der gesetzlichen Pension zur Disposition gestellt. Am 25. Januar 1917 erhielt er den Charakter als General der Infanterie. Er siedelte bis zum Ende des Krieges in die Schweiz über und wandelte sich zum überzeugten Pazifisten.

### Nachkriegszeit
Im März 1919 wurde Montgelas zusammen mit Hans Delbrück, Max Weber und Albrecht Mendelssohn Bartholdy in die sogenannte Viererkommission innerhalb der deutschen Delegation bei den Friedensverhandlungen von Versailles berufen. Am 27. Mai 1919 legten die vier eine gemeinsame Denkschrift, das sogenannte Professorenmemorandum (Bemerkung zum Bericht der Kommission der alliierten und assoziierten Regierungen über die Verantwortlichkeit der Urheber des Krieges.) vor, in dem sie sich nachdrücklich gegen die, von den Siegermächten des Weltkrieges aufgestellte, These von der deutschen Alleinschuld am Ausbruch des Krieges 1914 wandten (vgl. Kriegsschuldfrage).
Der Versuch, die Kriegsschuldthese zu widerlegen, bildete fortan den Mittelpunkt von Montgelas’ Tätigkeit als Militärhistoriker. Dem zugrunde lag die Auffassung, dass Deutschland nachträglich mildere Friedensbedingungen zugestanden bekommen würde, wenn die deutsche Unschuld am Krieg einmal belegt sei. Bereits im Juli und August 1919 lieferte Montgelas sich eine Reihe von öffentlich vielbeachteten, an drei Abenden ausgetragenen, Disputation mit dem Liberalen Hellmut von Gerlach zum Thema der Kriegsschuldfrage in den Räumlichkeiten des ehemaligen Preußischen Herrenhauses. Zusammen mit Walther Schücking fungierte er in den frühen 1920er Jahren als Herausgeber der offiziellen deutschen Dokumente zum Kriegsausbruch. Anschließend legte er einige Buchveröffentlichungen sowie zahlreiche Beiträge für Zeitschriften wie die Berliner Monatshefte, Die Kriegsschuldfrage oder die Politische Zeitschrift vor.
Ab 1923 fungierte Montgelas als stellvertretender Direktor der Zentralstelle für die Erforschung der Kriegsursachen, einer als private Vereinigung aufgezogene Tarnorganisation des Auswärtigen Amtes, die mit eher wissenschaftlichen Argumenten die Weltöffentlichkeit von der Unschuld Deutschlands an Ausbruch des Ersten Weltkrieges überzeugen sollte.
In seiner Schweizer Zeit hatte er noch eine ganz andere Position vertreten und von der „dreifachen Schuld“ Deutschlands gesprochen. Diese sah er damals in der falschen Annahme, dass vermehrte Rüstung den Frieden erhalten werde, in der bewussten Herbeiführung eines Präventivkrieges und in der Setzung von Kriegszielen, die kein „ehrliebender“ Gegner habe akzeptieren können. Zudem sei der deutsche Präventivkrieg spätestens im September 1914 zu einem Eroberungskrieg geworden.
1919 wurde Montgelas Sekretär der Heidelberger Vereinigung (gegründet von Max Weber und Maximilian von Baden, laut letzterem eine „Kampfesorganisation gegen den Versailler Vertrag“), 1920 Sachverständiger des Parlamentarischen Untersuchungsausschusses. 1928 erhielt Montgelas die Ehrendoktorwürde der Universität München.

## Schriften
- Zur Schuldfrage. Eine Untersuchung über den Ausbruch des Weltkrieges. 1921.
- Die wichtigsten Mobilmachungsdaten 1914. 1922. (auch als Zeitübersicht über die Mobilmachungen 1914. 1922)
- Übersicht der Truppen I. und II. Linie für die Mobilmachungsbefehle ergingen. 1922.
- Leitfaden zur Kriegsschuldfrage. 1923.
- Der Schlüssel zur Kriegsschuldfrage. 1926. (mit Heinrich Kanner)
- Bemerkung zum Bericht der Kommission der alliierten und assoziierten Regierungen über die Verantwortlichkeit der Urheber des Krieges. In: Das Deutsche Weißbuch über die Schuld am Kriege 1914. Berlin 1927, S. 74 ff.
- Three invasions of France? 1932. (französische Ausgabe: Les trois invasions de La France. 1932)

Als Herausgeber:
- Die Deutschen Dokumente zum Kriegsausbruch. 4 Bände, Berlin 1927. (zusammen mit Walter Schücking)